# درود (زبرخان)

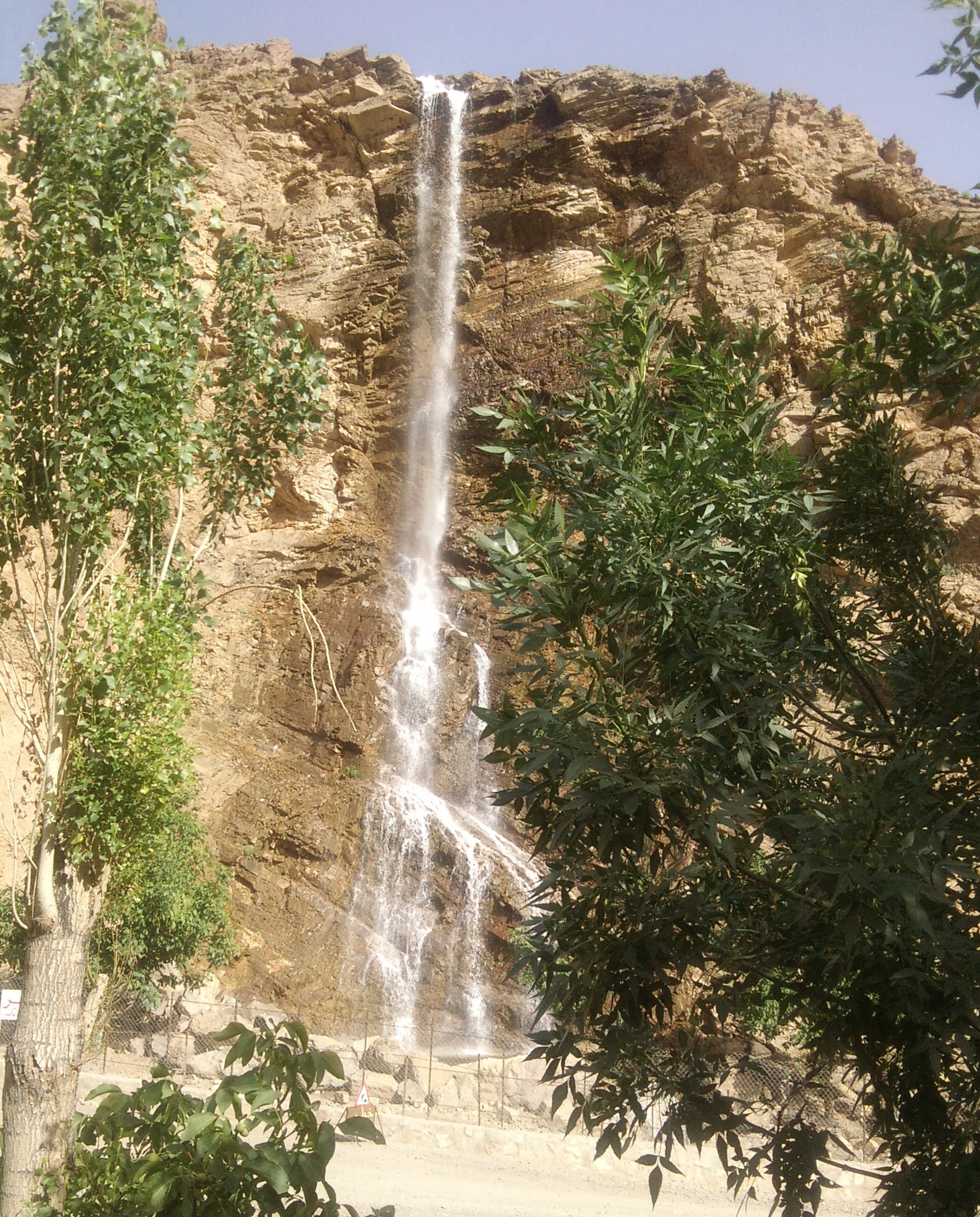
آبشار رودخانه شهر درود

دَررود شهری در بخش مرکزی شهرستان زبرخان استان خراسان رضوی ایران است. این شهر در طول جغرافیایی ۵۹٫۰۷، عرض جغرافیایی ۳۶٫۰۸ و ارتفاع ۱۵۶۰ متر از سطح دریا، در ۳۴ کیلومتری شمال شرق نیشابور، هفت کیلومتری شمال جادهٔ بین‌المللی مشهد– نیشابور، پنج کیلومتری شمال قدمگاه، ۳۸ کیلومتری جاغرق و ۱۰۰ کیلومتری مشهد قرار دارد.
کوه داس در چهار کیلومتری شمال غربی و کوه چالیدر در شش کیلومتری شمال شرق آن واقع است. این شهر به دلیل موقعیت جغرافیایی و قرار نگرفتن در مسیر جادهٔ اصلی شکل بسته‌ای دارد و از نظر ارتباطات سیاسی و اداری دارای مشکلات بسیار کمی می‌باشد. درود دارای وسعتی بالغ بر ۱۶۶۷۶۷۹ متر مربع (۱۶۷هکتار) است که حدود ۴۸ هکتار (۳۰٪) را اراضی خالص شهری، ۷۰ هکتار را باغات (۴۲٪)، ۳۵ هکتار را زمین‌های بایر و ۱۳ هکتار را زمین‌های کشاورزی به خود اختصاص داده‌اند.
رودخانه دررود از قله فلسکه سرچشمه گرفته و باغ‌های اطراف درّود را سیراب می‌کند.

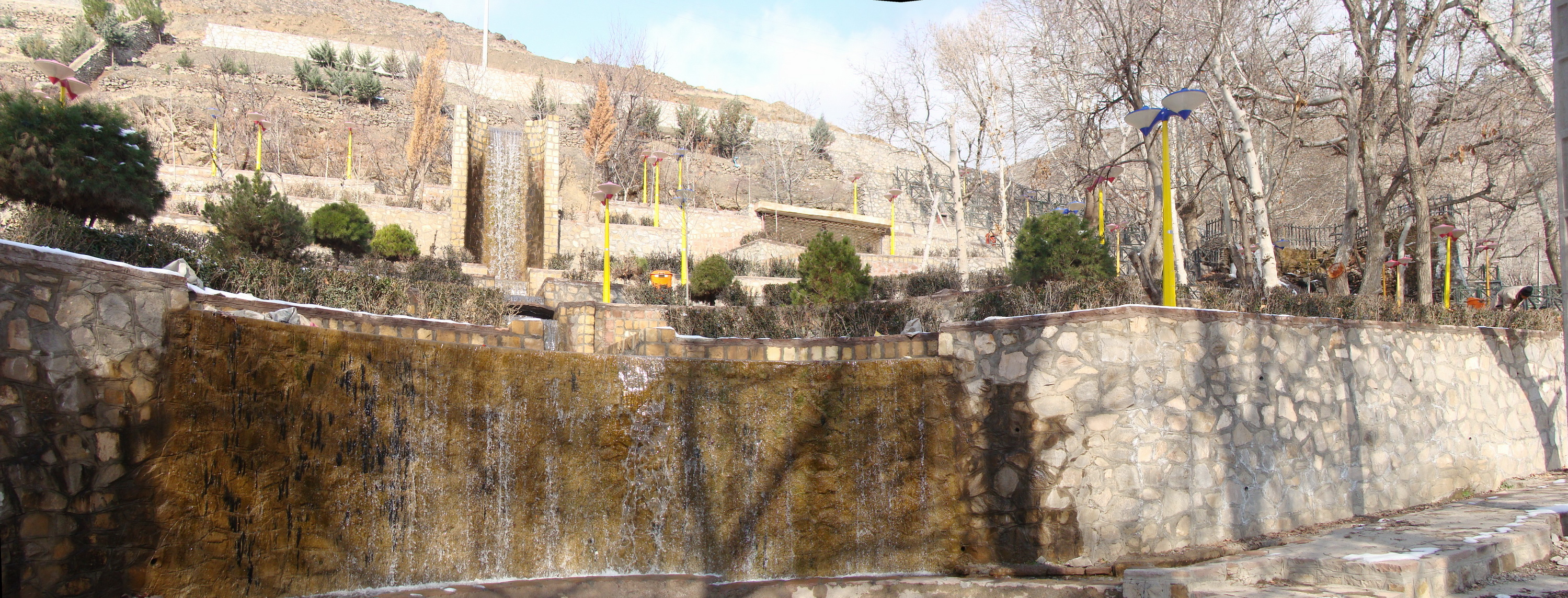
درود شهر آبشارها

## جمعیت
بر پایه سرشماری عمومی نفوس و مسکن در سال ۱۳۹۵ جمعیت این شهر ۵٬۷۱۷ نفر (در ۱٬۸۴۶ خانوار) بوده است.

## وجه تسمیه
در واقع شهر دررود نوزاد رودخانهٔ آن است و شرایط طبیعی حاکم بر این نقطه باعث سکونت جمعیت انسانی در این مکان بوده است. در فرایند تشکیل آبادی‌ها و شهرها عوامل طبیعی گوناگونی ازقبیل: رودخانه، دریا، چشمه و… تأثیر گذارند، درود نیز از این قاعده مستثنی نبوده است، عامل شکل‌گیری آن بخشی از نام آن را تشکیل داده است. درود می‌تواند شکل تغییر یافتهٔ کلمات "درهٔ رود"،"دورود"،" دَه رود"یاًدِه رود" باشد، که به نظر می‌رسد معنای دوم دور از واقعیت نباشد، زیرا رودخانهٔ درود متشکل ازدو رود است که از دو درهٔ کمر زرد و خانه سفید سرچشمه می‌گیرند و در مکانی به نام"دو رو"یعنی مکان پیوند دو رودخانه به هم می‌رسند. البته برخی معنای سوم را در نظر گرفته، معتقدند رودخانهٔ درود در گذشته از به هم پیوستن ده رود کوچک و بزرگ شکل می‌گرفته ولی مطالعات میدانی چنین نظری را تأیید نمی‌کند.
در کتاب فرهنگ جغرافیایی ایران (خراسان) تهیه شده توسط ستاد ارتش در سال ۱۳۲۹ش، آمده: درود سابقاً موسوم به"ده رود" بوده است؛ که البته مشخص نکرده منظور، ده رودخانه است یا دهی که در مجاورت رود قرار گرفته است. سید محسن امین در اعیان الشیعه در مورد درود می‌گوید: "درود کلمهٔ ای فارسی است و از ترکیب دو واژهٔ " در"به معنی" باب " به عربی و"رود" به معنی" نهر" است، زیرا این آبادی در دهانهٔ رود قرار گرفته است. در این جا این نکته را متذکر می‌شویم که نام این آبادی در منابع به چهار صورت: "درود"، "درود"،"ده رود" و "درّود" ثبت گردیده است. جالب است بدانیم در شهرستان جیرفت دو آبادی به نام"درود"، در شهرستان بم مکانی به نام "درود پایین"، در شهرستان‌های تربت حیدریه و بیرجند نیز آبادی‌هایی به نام"درودی" داریم. همچنین در شهرستان‌های بروجرد، تهران، مریوان و نقده نیز مکان‌هایی به نام "درود" داریم. در منابع عربی متعلق به قرون پنجم و ششم هجری از روستایی به نام "طَخروذ" در منطقهٔ نیشابور یاد شده که احتمال دارد این کلمه شکل تغییر یافتهٔ "درود" باشد.

## دررود دارالمومنین
شهر دررود میزبان روحانیون مبارزی چون سید رضا صدر، شیخ تقی بهلول، مرتضی مطهری، علی شریعتی، هاشمی‌نژاد، سید علی خامنه‌ای، نوری همدانی و مکارم شیرازی بوده است.
اهالی دررود را اکثراً سادات تشکیل می‌دهند.
این شهر را دارالمومنین نیز نامیده‌اند. رحیم جعفری یگانه بخشدار سابق زبرخان (۱۳۵۰) در رساله بخشداری خود می‌نویسد «اهالی در مجالس عروسی با حلیم پذیرایی می‌شوند وعموما متعصب بوده و مشروبات الکلی در قدمگاه و دررود اصولاً مصرفی ندارد.»
این شهر ۱۲ مسجد دارد که هفت باب آن از همه مهمترند بنام‌های:
مسجد شاه پسند، مسجدسرمزار (خاتم‌الانبیاء)، مسجدسرمیدان (صاحب الزمان)، مسجدچنارستان (امام حسین)، مسجدسرپل (جوادالائمه)، مسجد شوده (پنج تن آل عبا)، مسجد بالاده (امیرالمؤمنین) و مسجد امام حسن مجتبی (ع)
سایر مساجد دیگراین شهر بدین قرار می‌باشند:، مسجد امام صادق، مسجد حضرت خضر و…

### مسجد شاه پسند
این مسجد در شمال شهر دررود واقع شده است. نقل است احمدشاه قاجار شبی را در این محل به قصد زیارت علی ابن موسی الرضا اتراق کرده است و دستور داده است که در این مکان مسجدی را بنا کنند. رباط و خانقاه قدیمی درود نیز در این محل قرار داشته است که متأسفانه اکنون از آن اثری باقی نمانده است.

### مسجد امام حسن مجتبی (ع)
این مسجد در خیابان طالقانی درود واقع می‌باشد که از مساجد قدیمی شهر هم به حساب می‌آید.

### مسجد سرمزار
این مسجد در مجاورت امامزادگان این شر و چنار کهنسال ۷۴۰ ساله قرار دارد و به همرا مسجد سرپل و مسجد چنارستان از قدیمیترین مساجد درود به‌شمار می‌آید.

### مسجد سرمیدان (صاحب الزمان)
این مسجد در مرکز شهر و در مجاورت میدان اصلی شهر، میدان شهید (شاهرضائی سابق) قرار دارد؛ و چون در گذشته این شهر تنها یک خیابان (خیابان شاهرضائی) و یک میدان داشت به آن مسجد سرمیدان گفته می‌شد. این مسجد به عنوان مسجد جامع شهر شناخته می‌شود و محل برگزاری نماز جمعه و مراسم رسمی شهر نیز است.

### مسجد چنارستان (امام حسین)
این مسجد در شرق دررود قرار دارد و علت به کار بردن نام چنارستان برای چنارهایی بوده است که در دو طرف نهر آب گذری وجود داشته‌اند.

### مسجد سرپل (جوادالائمه)
این مسجد در مجاورت مسجد صاحب الزمان قرار دارد و تنها مسجد شهراست که گنبد و مناره دارد و همان‌طور که قبلاً اشاره شد این مسجد به همراه مسجد سرمزار و چنارستان از مساجد قدیمی شهر هستند.

### مسجد شوده (پنج تن آل عبا)
این مسجد همان‌طور که از نامش پیداست در گذشته در انتهای شهر قرارداشته است و به همین دلیل به آن شوده گفته می‌شود.

### مسجد بالاده (امیرالمؤمنین)
این مسجد در بالای شهر دررود واقع شده است و مجاورت آن با مسجد شاه پسند یکی از عوامل از رونق افتادن مسجد یاد شده است.

## دررود قطب ورزش کوهنوردی استان
ورزش کوهنوردی بدون تردید در صدر رشته‌های مفرح و کم هزینه دسته جمعی قرار دارد. این دو ویژگی در کنار طبیعت زیبای درود و کوه‌های سر به فلک کشیده رشته‌کوه بینالود دلیل خوبی است تا جمع زیادی از ورزشکاران و کوهنوردان به این منطقه سرازیر شده و از این نعمت خدادادی بهره‌مند شوند. عطر پونه و اسوطوخودوس مسیر رودخانه نرمپا به همراه کوه‌های مملو از گون کوهی، زرشک و ریواس و ملر چیزی نیست که بشود به آسانی از کنار آن گذشت. از همه اینها که بگذریم قله زیبای فلسکه که در کنار بینالود و شیرباد از قله‌های مرتفع رشته‌کوه بینالود است چون مادری مهربان دامن خود را در این مسیر پهن کرده و همه را به این میهمانی پورشور فرا می‌خواند. اگر تصمیم به این سفر پر رمز و راز گرفتید کافی است که سپیده‌دمان در خنکای صبح از آبشار درود دل به کوه بسپارید، و آنگاه که خورشید بر بلندای آسمان نقش بست نماز عشق را بر قله سربه فلک کشیده فلسکه بخوانید و عصرگاهان در بارگاه شاه توس علی ابن موسی الرضا سر بر آستان بندگی بسایید.
همان‌طور که در نقشه دیده می‌شود از ویژگی‌های منحصربفرد این مسیر کوهنوردی، وجود انتخاب‌های متنوعی است که کوهپیمایان در برابر خود دارند. از درود که عازم کوهپیمایی می‌شوید در انتهای مسیر نرمپا به یک دو راهی می‌رسید که به دهنه دو رود معروف است و رودخانه درود از به هم پیوستن دو رودی که یکی به سمت خانه سفید و دیگری به سمت کمر زرد می‌رود سرچشمه می‌گیرد.
اگر از دره کمرزرد طی مسیر کنید به قله دهبار به ارتفاع ۲۹۴۳متر می‌رسید که پس از ادامه مسیر به روستای دهبار و از آنجا به طرقبه می‌رسید و اگر مسیر خانه سفید را انتخاب کنید پس از ارتفاع گرفتن به قله فلسکه به ارتفاع ۳۰۷۷متر می‌رسید. از اینجا به بعد سه مسیر پیش روی شماست.
مسیر کردینه – جاغرق – طرقبه
مسیر کنگ – شاندیز
مسیر زشک - شاندیز
در ادامه تصاویری منتخب از زیباییهای این مسیرهای کوهنوردی آورده شده است.

## استعدادهای شهری
در روزهای تعطیل درود پذیرای مسافران و خانواده‌هایی از شهرهای بزرگ همجوار (مشهد و نیشابور) و دیگر شهرهای ایران، که برای گذران وقت در دامن طبیعت به این منطقه خوش آب و هوا پناه می‌آورند. شهر دررود در تابستان پذیرای بیشترین مسافر از تمام نقاط کشور است. با یک سفر در تابستان به درود می‌توانید اوج مسافر را در این شهر ببینید. 
آب و هوای دررود تابع آب و هوای عمومی منطقه بینالود می‌باشد. تابستان‌ها متعادل و زمستان‌ها سرد و مرطوب می‌باشد. میزان بارش باران و برف به مقدار قابل توجهی بیشتر از نیشابور و مشهد ولی تا حدودی کمتر از جاغرق می‌باشد. به غیر از منطقه‌ای که رود دررود از آن می‌گذرد و نیز مناطق زیر کشت پوشش گیاهی درود عموماً لخت می‌باشد.
محصولات عمده این شهر (بیشتر مصرف داخلی) عبارت‌اند از: سیب و انگور، آلو سیاه و گردو و بادام، آلبالو و گیلاس، گندم و جو، زرشک و ریواس و غیره.
مناطق مختلف دررود عبارت‌اند از: شهر (شامل بالاده، میان ده و پایین ده)، مهمانسرای زیبای توریستی، نرم پا (محل عبور رودخانه زیبای درود)، استمن، سماقزار، امرون، حوض شیطان، قدرت‌آباد، جعفرآباد، همت‌آباد و غیره.
شغل بیشتر مردم درود قالی بافی و کشاورزی و دامداری است. در سالهای اخیر مهاجرت جوانان برای کار به شهرهای مشهد، تهران و غیره رونق کشاورزی درود را کم کرده است.

## گردشگری
الف) اماکن تفریحی
مهمانسرای زیبای درود، آبشارهای درود، درخت چنار ۷۵۰ ساله درود، نرم پا (دره و رودخانه محصور بین کوه‌ها)، قله فلسکه سماقزار:(کوهی در شرق درود که پوشیده از درختچه‌های سماق است)، استیمن، همت‌آباد، سایت پرواز پاراگلایدر درود، جاده ساحلی دررود، امرون و…
ب) اماکن زیارتی

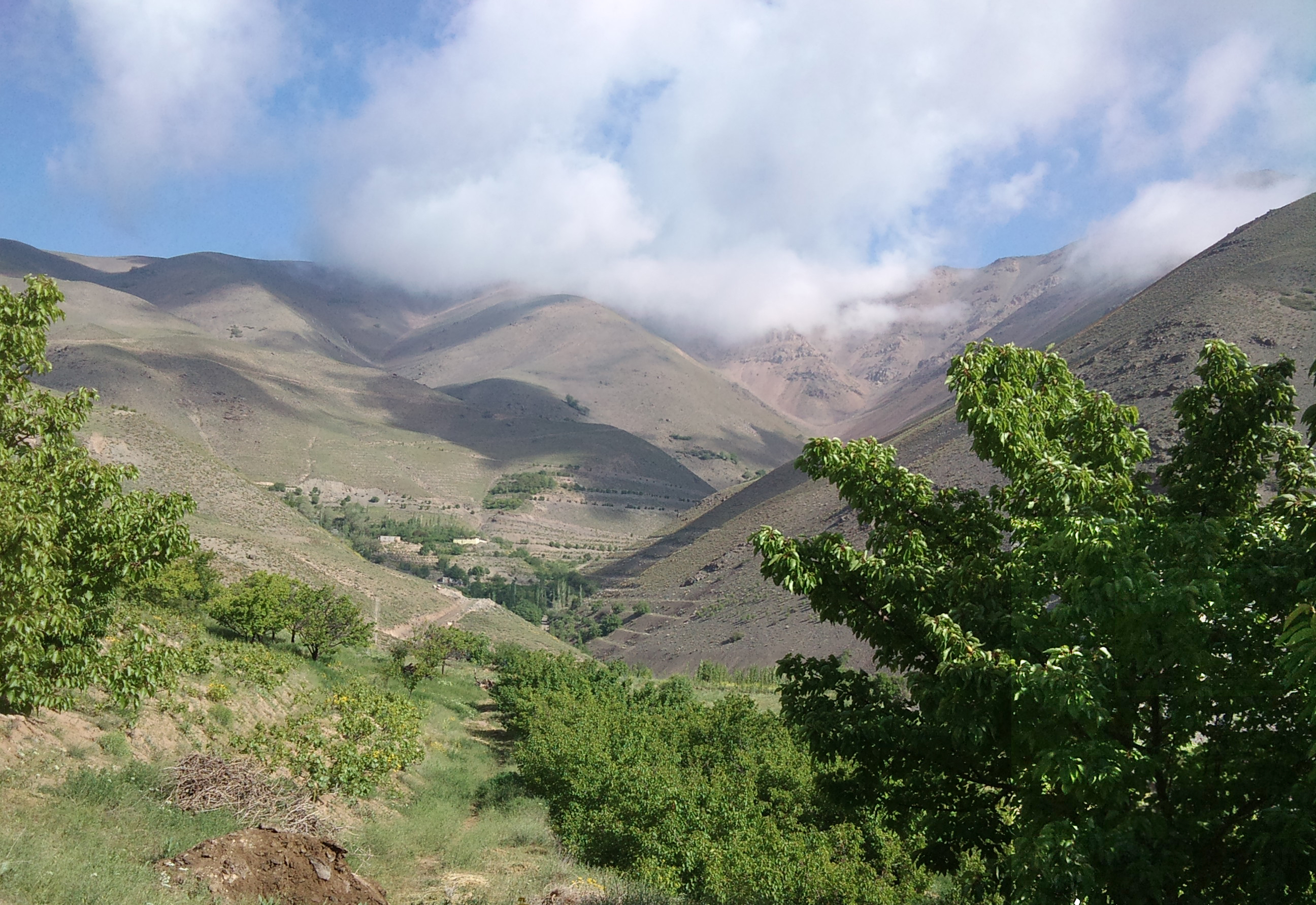
دره نرم پا واقع در رودخانه شهر دررود

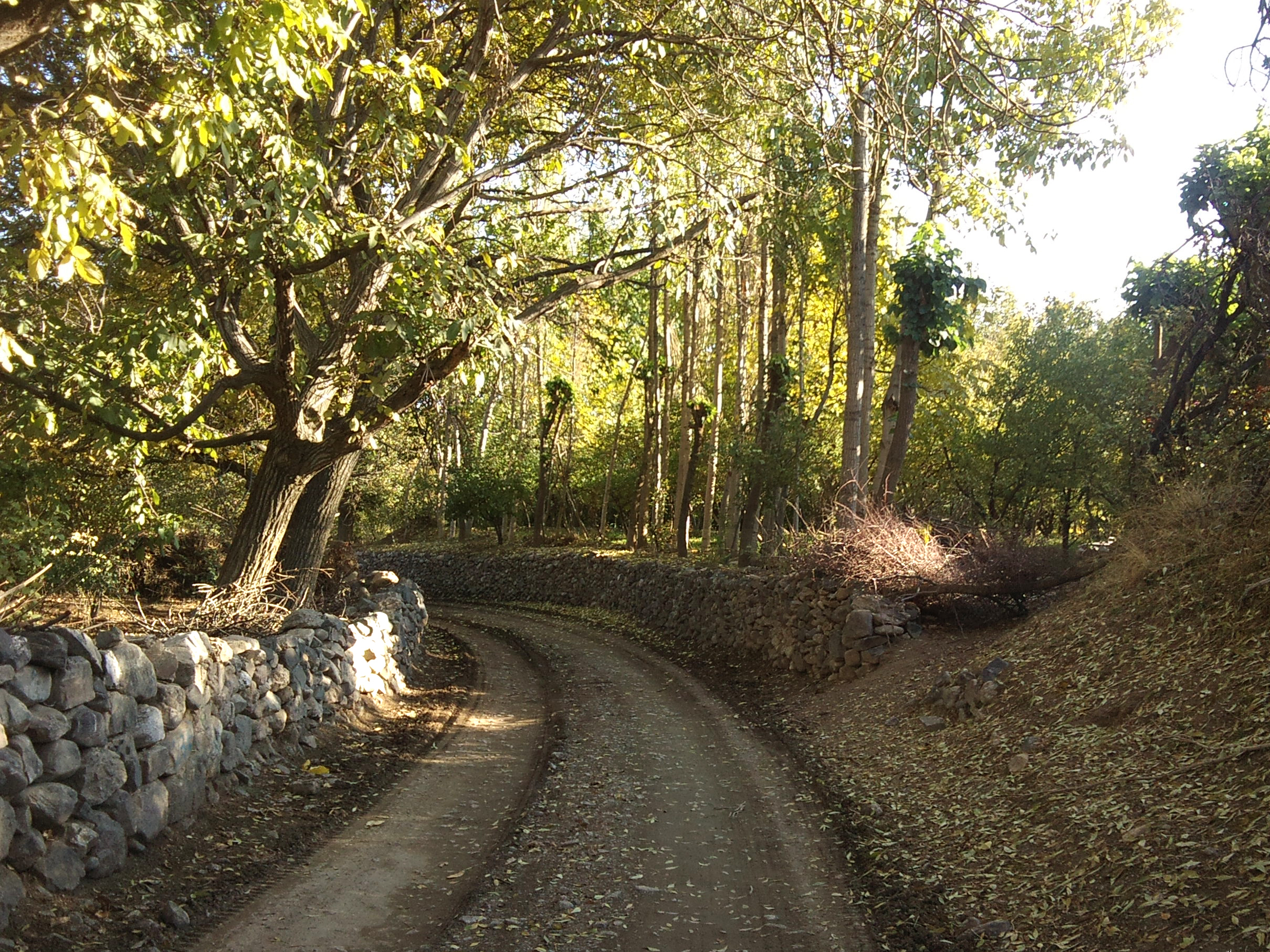
مسیر رودخانه شهر درود

امامزادگان عین علی و زین علی، مساجد سبعه دررود و…
ج) اماکن تاریخی
حمام‌های تاریخی، قلعه‌های تاریخی اطراف دررود.

## نواوری‌های شهر

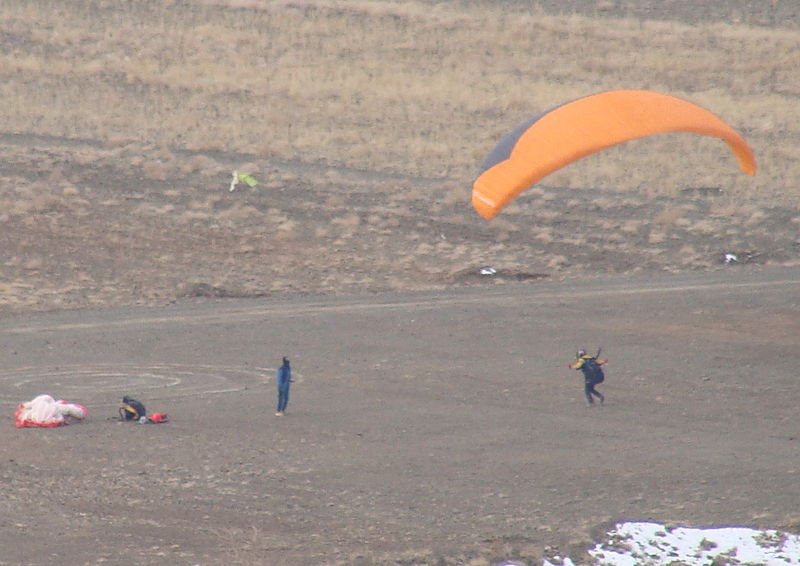
سایت پرواز پاراگلایدر

- در سال‌های اخیر یک سایت پرواز پاراگلایدر در شهر دررود احداث گردیده که شامل جاده اختصاصی دسترسی به محلهای تیک آف است که به سایتهای ۳۵۰ متر ،۹۵۰ متر و ۱۰۵۰ دسترسی دارد که در نوع خود یک سایت مسابقاتی محسوب شده و کم‌نظیر است.

در سال۱۳۷۸ اولین مسابقات پاراگلایدر قهرمانی ایران و نیز در پاییز ۱۳۸۷ در این سایت برگزار شد .
اولین فستیوال پرواز پاراگلایدر (به اهتمام باشگاه پاراگلایدر آیریان) در درود برگزار شد. 
درود شهر پاراگلایدر ایران معرفی شد. تا به حال ۴ مسابقه و جشنواره در سایت پاراگلایدر دررود برگزار شده است.